# Língua Ivilyuat
Ivilyuat /iviljˈuːæt/ (ʔívil̃uʔat ou Ivil̃uɂat AFI: [ʔivɪʎʊʔat] ou Cahuilla /kəˈwiːə/), é uma língua Uto-Asteca que está em perigo de extinção e é falada  por várias tribos da nação Cahuilla Nation, que vivem no Vale Coachella, Paso San Gorgonio e na região dos Montes San Jacinto no sul da Califórnia. Os Cahuilla haman a si próprios ʔívil̃uqaletem ou Iviatam–falantes de Ivilyuat (Ivi'a)–ou táxliswet significando "pessoa." Um censo de 1990 revelou 35 falantes em uma população étnica de 800. Com tal declínio, Ivilyuat é classificado como "criticamente ameaçado" pelo Livro Vermelho das Línguas Ameaçadas Os falantes são de meia-idade ou mais velhos, sendo muito limitada a transmissão para as crianças.

## Dialetos
Existem três dialetos, um dos quais tem dois sub-dialetos:
- Cahuilla  do ″Deserto″
  - do Deserto Cabazon Band (Qawichpameyawitcem)
  - do Deserto Torres-Martinez Band (Taamingax A'wallem)
  - do Deserto Augustine Band (Nanxaiyem, do clã Nanxaiyem)
- ″Cahuilla das ″Montanhas″ (Ivia Qawingax)
- ″Cahuilla do Passo″ (Wanipiyapa ou Wanikik Cahuilla, também " Cahuilla de Palm Springs ", do clã Wanikik)

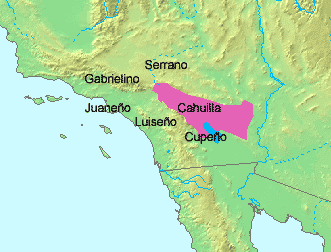
Localização dos Cahuilla

## Classificação
O Cahuilla faz parte da família das Línguas Uto-Astecas onde é indicada ao lado do Cupeño como estando no subgrupo maior de línguas californianas onde se junta às línguas Serrana, Kitanemuk, Luiseño e Tongva (Gabrielino. Este subgrupo californiano, composto por línguas Cupan e línguas Serranas, já foi chamado de línguas Takic, nome que caiu em desuso.

## Nomes
Uma das designações indígenas para o idioma é ʔívil̃uʔat, junto com 'Ívillu'at, sendo que os Cahuilla poderiam sem chama ʔívil̃uʔqalet(em) 'falante(s) de ʔívil̃uʔat.' Outras variantes são Ivilyuat e Ivia. No entanto, tanto a linguagem como o povo são muitas vezes chamados 'Cahuilla.'

## Escrita
A língua Cahuilla usa o alfabeto latino sem as letras F, J, Z. As vogais longas são representadas dobradas; usam-se as formas adicionais Kw, Xw, L, Ñ, Ŋ, Š.
Cahuilla tem sido e, até certo ponto, ainda é uma língua não escrita. Entre a IPA e a notação NAPA, existem maneiras de escrever a língua, mas não há nenhum escrita para ser usada por toda a nação. A ortografia mais empregada é uma forma da NAPA modificado no "Cahuilla Dictionary" feito por Seiler e Hioki. O alfabeto tem 35 letras com um acento (' ´ ' ou ' ` ') sobre vogais denotando padrões detonicidade. As palavras que começam em uma vogal podem ser escritas sem a oclusiva glotal (ɂ / Ɂ), mas o som ainda está presente.
| Alfabeto Cahuilla |    |   |   |   |   |    |   |   |   |    |   |    |   |   |   |   |   |   |   |    |   |   |   |   |   |   |   |    |   |   |   |    |   |   |
| a                 | aa | b | č | d | e | ee | g | h | i | ii | k | kʷ | l | l̃ | m | n | ñ | ŋ | o | oo | p | q | r | s | š | t | u | uu | v | w | x | xʷ | y | ɂ |

### Notação no AFI
| Letra | Pronúncia |
| ----- | --------- |
| b     | b         |
| č     | t͡ʃ        |
| d     | ð         |
| g     | ɣ         |
| h     | h         |
| k     | k         |
| kʷ    | kʷ        |
| l     | l         |
| l̃     | ʎ         |
| m     | m         |
| n     | n         |
| ñ     | ɲ         |
| ŋ     | ŋ         |
| p     | p         |
| q     | q         |
| r     | ɾ         |
| s     | s         |
| š     | ʃ         |
| t     | t         |
| v     | v         |
| w     | w         |
| x     | x         |
| xʷ    | xʷ        |
| y     | j         |
| ɂ     | ʔ         |

| Letra | Pronúncia |
| ----- | --------- |
| a     | a ɒ       |
| aa    | ɒː        |
| e     | e ɛ æ     |
| ee    | ɛː        |
| i     | i ɪ       |
| ii    | ɪː        |
| o     | o         |
| oo    | oː        |
| u     | u ʊ       |
| uu    | ʊː        |

| Letra | Pronúncia |
| ----- | --------- |
| b     | b         |
| č     | t͡ʃ        |
| d     | ð         |
| g     | ɣ         |
| h     | h         |
| k     | k         |
| kʷ    | kʷ        |
| l     | l         |
| l̃     | ʎ         |
| m     | m         |
| n     | n         |
| ñ     | ɲ         |
| ŋ     | ŋ         |
| p     | p         |
| q     | q         |
| r     | ɾ         |
| s     | s         |
| š     | ʃ         |
| t     | t         |
| v     | v         |
| w     | w         |
| x     | x         |
| xʷ    | xʷ        |
| y     | j         |
| ɂ     | ʔ         |

| Letra | Pronúncia |
| ----- | --------- |
| a     | a ɒ       |
| aa    | ɒː        |
| e     | e ɛ æ     |
| ee    | ɛː        |
| i     | i ɪ       |
| ii    | ɪː        |
| o     | o         |
| oo    | oː        |
| u     | u ʊ       |
| uu    | ʊː        |

## Fonologia
Cahuilla tem os seguintes fonemas vogais e consoantes (Ver - Bright 1965, Saubel and Munro 1980:1-6, Seiler and Hioki 1979: 8-9):

### Consoantes
|             |             | Labial | Dental | Alveolar | Palatal | Velar | Velar | Uvular | Glotal |
| plana       | labial      | Labial | Dental | Alveolar | Palatal |       |       | Uvular | Glotal |
| ----------- | ----------- | ------ | ------ | -------- | ------- | ----- | ----- | ------ | ------ |
| Nasal       | Nasal       | m      |        | n        | ɲ       | ŋ     |       |        |        |
| Oclusiva    | Lênis       | p      |        | t        |         | k     | kʷ    | q      | ʔ      |
| Oclusiva    | Fortis      | (b)    |        |          |         |       |       |        |        |
| Africda     | Africda     |        |        |          | t͡ʃ      |       |       |        |        |
| Fricativa   | Lênis       | (f)    |        | s        | ʃ       | x     | xʷ    |        |        |
| Fricativa   | Fortis      | v      | (ð)    |          |         | (ɣ)   |       |        |        |
| Aproximante | Aproximante | w      |        |          | j       |       |       |        | h      |
| Lateral     | Lateral     |        |        | l        | ʎ       |       |       |        |        |
| Vibrante    | Vibrante    |        |        | ɾ        |         |       |       |        |        |

As consoantes entre parênteses ocorrem apenas em palavras de origem estrangeira.

### Vogais
|               | Anterior                                | Anterior                                | Central                                 | Central                                 | Posterior                               | Posterior                               |
| curta         | longa                                   | curta                                   | longa                                   | curta                                   | longa                                   |                                         |
| ------------- | --------------------------------------- | --------------------------------------- | --------------------------------------- | --------------------------------------- | --------------------------------------- | --------------------------------------- |
| Fechada       | i                                       |                                         |                                         |                                         | u                                       |                                         |
| Quase fechada | ɪ                                       | ɪː1                                     |                                         |                                         | ʊ1                                      | ʊː                                      |
| Medial        | e                                       |                                         |                                         |                                         | (o)2                                    | (oː)                                    |
| Meio aberta   | ɛ3                                      | ɛː                                      |                                         |                                         |                                         |                                         |
| Quase aberta  | æ3                                      |                                         |                                         |                                         |                                         |                                         |
| Aberta        |                                         |                                         | a                                       |                                         | ɒ4                                      | ɒː                                      |
| Ditongos      | i̯e i̯u u̯e u̯i ai̯ ei̯ ui̯ au̯ eu̯ iu̯ i̯a u̯a ɛ̯a5 | i̯e i̯u u̯e u̯i ai̯ ei̯ ui̯ au̯ eu̯ iu̯ i̯a u̯a ɛ̯a5 | i̯e i̯u u̯e u̯i ai̯ ei̯ ui̯ au̯ eu̯ iu̯ i̯a u̯a ɛ̯a5 | i̯e i̯u u̯e u̯i ai̯ ei̯ ui̯ au̯ eu̯ iu̯ i̯a u̯a ɛ̯a5 | i̯e i̯u u̯e u̯i ai̯ ei̯ ui̯ au̯ eu̯ iu̯ i̯a u̯a ɛ̯a5 | i̯e i̯u u̯e u̯i ai̯ ei̯ ui̯ au̯ eu̯ iu̯ i̯a u̯a ɛ̯a5 |